# Aufschlaghorn

Aufschlaghorn. Links: Anker wird vom Elektromagneten angezogen. Rechts: Anker schnellt bei unterbrochenem Stromkreis zurück.

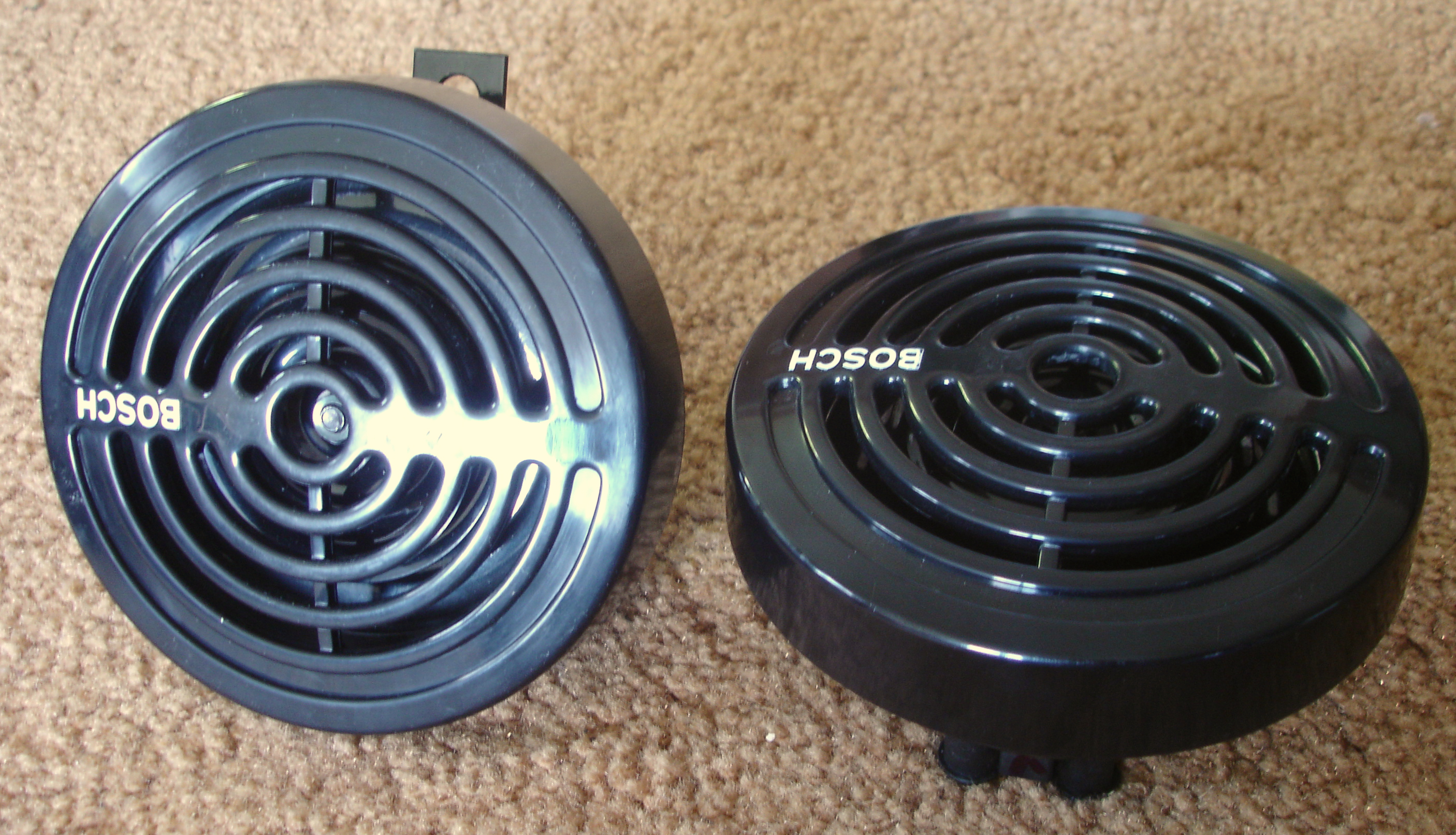
Aufschlaghörner mit den Grundfrequenzen 300 Hz und 375 Hz

Das Aufschlaghorn oder Tellerhorn ist eine Signalhorn-Bauart nach dem Prinzip des Wagnerschen Hammers, das ähnlich wie eine elektrische Klingel aufgebaut ist. 

## Funktionsweise
Es besteht im Wesentlichen aus einem Elektromagneten mit einem von einer Feder gehaltenen Anker. Der Anker schlägt auf den Magnetkern auf, sobald eine elektrische Spannung anliegt, wodurch ein Unterbrecher betätigt wird, sodass der Anker zurückschnellt, um bei erneutem Stromfluss wiederum angezogen zu werden. Ein Kondensator zur Funkenlöschung verhindert die Elektroerosion zwischen den Kontakten des Unterbrechers und dient ebenfalls zur Funkentstörung. Der Unterbrecher fällt weg, wenn das Gerät mit Wechselstrom betrieben wird. Die Grundfrequenz hängt von den Dimensionen der beweglichen Teile ab. Manchmal ermöglicht eine Stellschraube die Änderung von Lautstärke und Klangfarbe. Federnde Befestigungsbügel sollen verhindern, dass sich die Schwingungen als Körperschall auf das Gehäuse übertragen statt als Luftschall auf die Umgebung.
Die hörbaren Töne, die den scharfen Charakter des Signalgeräts ausmachen, sind Obertöne der Grundfrequenz, die üblicherweise im Bereich 2000–3000 Hz liegen. Außer einer runden Schwingungsmembran, die als Resonator dient, braucht es keine Verstärkung des Klangs. Diese Bauart wurde noch vor dem Zweiten Weltkrieg zur meist verwendeten Autohupe.

## Fanfare
In Kombination mit einer Luftsäule in einem Schalltrichter, der bei kompakten Modellen schneckenförmig gewunden ist, wird das Aufschlaghorn zur elektromagnetischen Fanfare, sozusagen wie ein auf eine Frequenz beschränkter Hornlautsprecher. Diese Fanfaren sind klangvoller und weniger durchdringend als das Aufschlaghorn ohne Trichter, weil statt der Obertöne die Grundfrequenz verstärkt wird. Die Erregerschwingung und die schwingende Luftsäule (d. h. die Dimensionen des Trichters) müssen aufeinander abgestimmt sein, um einen befriedigenden Wirkungsgrad zu erreichen. Im Unterschied zur mit Druckluft betriebenen Martinstrompete spricht diese Bauart schneller an, bei meist geringerer Klangstärke.